# São Miguel do Oeste
São Miguel do Oeste är en kommun i Brasilien.   Den ligger i delstaten Santa Catarina, i den södra delen av landet, 1 300 km söder om huvudstaden Brasília. Antalet invånare är 36 295.
I omgivningarna runt São Miguel do Oeste växer huvudsakligen savannskog. Runt São Miguel do Oeste är det ganska tätbefolkat, med 90 invånare per kvadratkilometer.